# Satsumasendai
Satsumasendai (薩摩川内市 Satsumasendai-shi?) es una ciudad en la prefectura de Kagoshima, Japón, localizada al suroeste de la isla de Kyūshū. Tenía una población estimada de 91 875 habitantes el 1 de marzo de 2021 y una densidad de población de 135 personas por km². La moderna ciudad de Satsumasendai fue establecida el 12 de octubre de 2004, tras la fusión de Sendai con los pueblos de Hiwaki, Iriki, Kedōin y Tōgō y las islas Koshikijima (que consistía en las villas de Kamikoshiki, Kashima, Sato y Shimokoshiki. La ciudad tiene servicios regulares del Shinkansen a las ciudades de Kagoshima y Yatsushiro.

## Geografía
Satsumasendai está localizada en la parte noroeste de la prefectura de Kagoshima, unos 40 km al noroeste de la ciudad de Kagoshima. Limita al norte con las ciudades de Izumi y Akune y con el pueblo de Satsuma, al oeste con el mar de China Oriental, al este con Kirishima y Aira y al sur con Hioki, Ichikikushikino y Kagoshima. Las islas Koshikijima a unos 40 km al oeste de Kyūshū también se incluyen los límites de la ciudad.

### Clima
La ciudad tiene un clima subtropical húmedo (Cfa en la clasificación climática de Köppen). La temperatura media anual en Satsumasendai es de 16.9 °C. La precipitación media anual es de 2324 mm siendo junio el mes más lluvioso. Las temperaturas son más altas en promedio en agosto, alrededor de 27.5 °C, y más bajas en enero, alrededor de 6.7 °C.

## Demografía
Según los datos del censo japonés, la población de Satsumasendai ha disminuido fuertemente en los últimos 70 años.
| Gráfica de evolución demográfica de Satsumasendai entre 1950 y 2015 |
|                                                                     |
| Oficina de Estadística de Japón                                     |

## Ciudades hermanas
Satsumasendai está hermanada o tiene tratado de cooperación con:
- Changshu, Jiangsu, China;
- Jiading, Shanghái, China;
- Changnyeong-gun Corea del Sur.[9]